# FTX
FTX Trading Ltd., coneguda comunament com a FTX (abreviatura de "Futures Exchange"), és una empresa en fallida que antigament operava un intercanvi de criptomonedes i un fons de cobertura criptogràfic ple de frau. L'intercanvi va ser fundat el 2019 per Sam Bankman-Fried i Gary Wang. En el seu punt àlgid el juliol de 2021, la companyia tenia més d'un milió d'usuaris i era el tercer intercanvi de criptomonedes més gran per volum. FTX està constituïda a Antigua i Barbuda i té la seu a les Bahames. FTX està estretament associat amb FTX. EUA, un intercanvi independent disponible per als residents dels EUA.
Des de l'11 de novembre de 2022, FTX es troba en un procediment de fallida del capítol 11 al sistema judicial dels Estats Units. La preocupació pública va començar amb rumors de transferències entre empreses fraudulentes i poc ètiques de fons dels clients. El novembre de 2022, CoinDesk també va manifestar la seva preocupació en afirmar que l'empresa associada de FTX, Alameda Research, tenia una part important dels seus actius en el token natiu (FTT) de FTX. Després d'aquesta revelació, el conseller delegat de Binance, Changpeng Zhao, va anunciar que Binance vendria les seves participacions del token, que va ser seguida ràpidament per un augment de les retirades dels clients de FTX. FTX no va poder satisfer la demanda de retirades dels clients. Binance va signar una carta d'intencions per adquirir l'empresa, amb la deguda diligència a seguir, per assegurar-se que els clients poguessin recuperar els seus actius de FTX de manera oportuna, però Binance va retirar la seva oferta l'endemà, citant informes de malversació dels fons dels clients i de l'agència nord-americana. investigacions. El 12 de desembre de 2022, el fundador Sam Bankman-Fried va ser arrestat per les autoritats bahameses per delictes financers, a petició del govern dels EUA.
L'actual director general de FTX és John J. Ray III, especialitzat en la recuperació de fons de les corporacions fallides. Ray va afirmar: "aquesta situació no té precedents". i "Mai en la meva carrera no he vist un fracàs tan complet dels controls corporatius i una absència tan completa d'informació financera fiable com es va produir aquí".

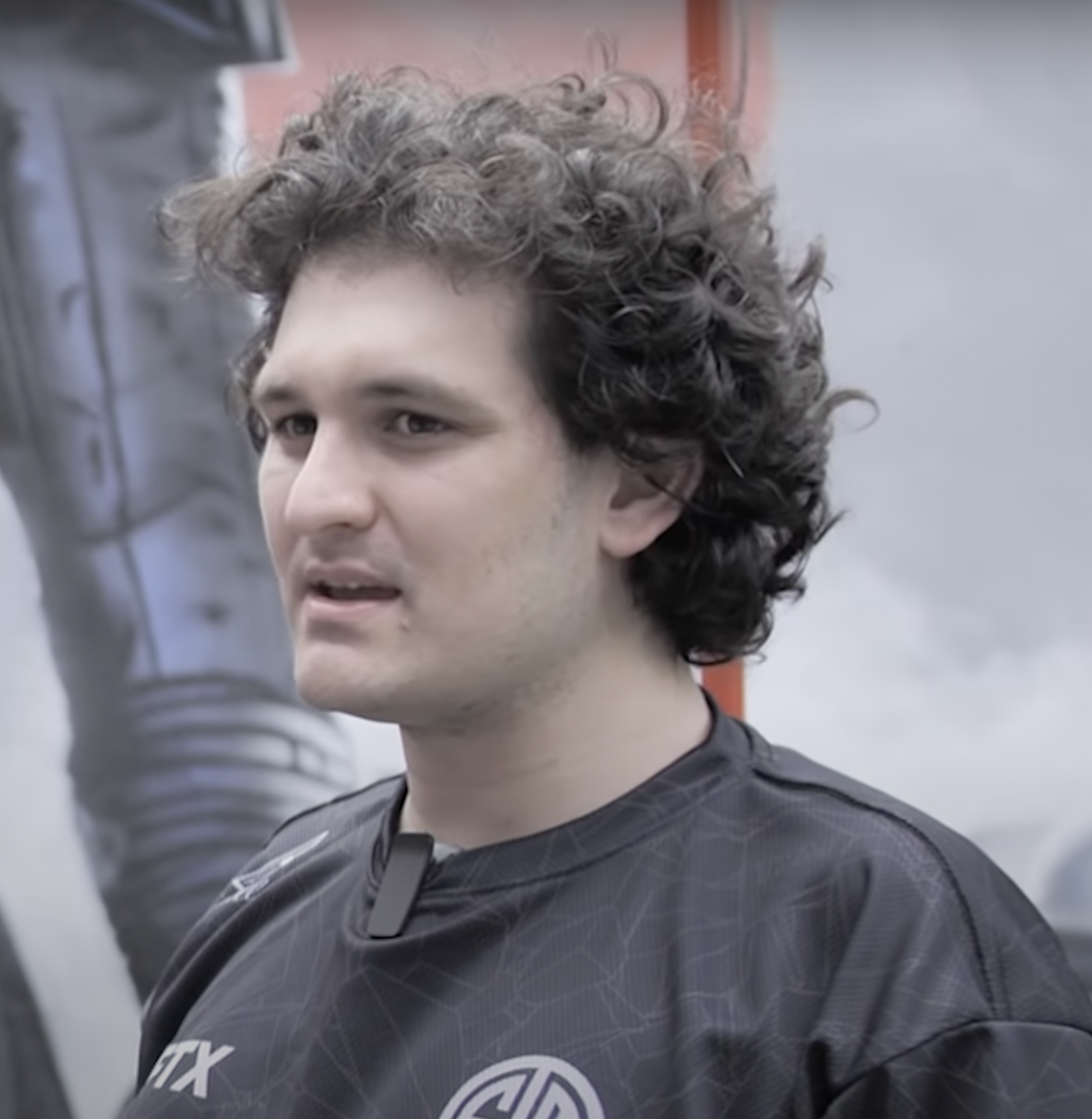
FTX founder Sam Bankman-Fried